# 法蒂玛·拉赫巴尔
法蒂玛·拉赫巴尔（波斯語：‎，1964年—2020年3月7日）是一位伊朗保守派政治家，曾担任德黑兰、雷伊、Shemiranat和Eslamshahr選舉區的伊斯蘭議會议员。
法蒂玛·拉赫巴尔在2020年伊朗議會選舉當選議員後不久，在2019冠狀病毒病疫情期间于2020年3月5日因感染2019冠状病毒病陷入昏迷。最終她于2020年3月7日去世。